# شعب المكستك

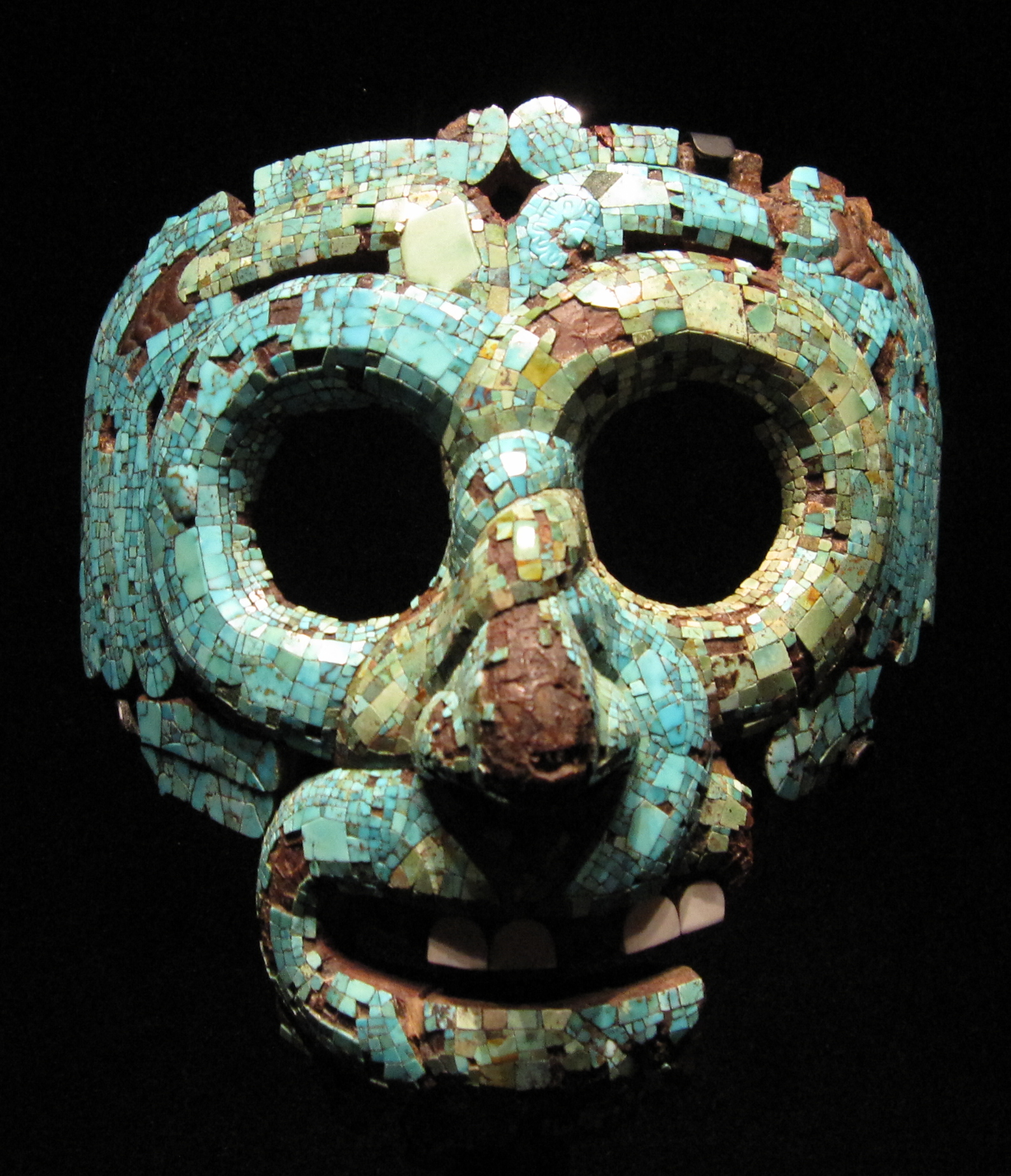
قناع تركوازي من الفسيفساء (1400-1521 م).

المكستكس أو المكستيكوس هم شعوب أمريكا الوسطى الأصلية في المكسيك التي تعيش في المنطقة المعروفة باسم مكستيكا في أوكساكا وبيوبلا وكذلك ولاية غيريرو في ريجيون مونتاناس، وولاية ريجيون كوستا شيكا، التي تغطي أجزاء من ولايات أواكساكا وغيريرو وبويبلا المكسيكية.
تنقسم منطقة المكستك وشعوب المكستك تقليديًا إلى ثلاث مجموعات، اثنتان على أساس الطبقة الاقتصادية الأصلية ومجموعة واحدة على أساس المنطقة التي استقروا فيها. كان نبلاء مكستك أو (مكستيكو ألتو) من الطبقة العليا الأكثر ثراءً عمومًا. كان المكستك الأقل شأنًا أو (مكستيكو باخو) أفقر عمومًا. في الآونة الأخيرة، لُوحظت تقلبات أو مساواة اقتصادية. المجموعة الثالثة هي مكستك السواحل (مكستيكو دي لا كوستا) التي ارتبطت لغتهم ارتباطًا وثيقًا بلغة المكستك الأقل شأنًا؛ إذ يقيمون حاليًا في منحدر المحيط الهادئ من أوكساكا وغيريرو. تشكّل لغات المكستك فرعًا رئيسيًا لعائلة اللغات الأوتو-مانغوية.
في الفترة ما قبل الكولومبية، تنافس عدد من ولايات المدن المكستيكية مع بعضها البعض ومع الممالك الزابوتية. كانت توتوتيبك مركز الحكم الرئيسي لدى المكستك والتي برزت في القرن الحادي عشر تحت قيادة (إيت دير جاغوار كلاو)، ملك المكستك الوحيد على الإطلاق الذي قام بتوحيد نظامي الحكم في كل من الأراضي المرتفعة والمنخفضة ضمن دولة واحدة. تعرّض شعب المكستك مثل بقية الشعوب الأصلية في المكسيك للغزو من قبل الغزاة الإسبان وحلفائهم من السكان الأصليين في القرن السادس عشر. بلغ تعداد المكستكيين في العصر ما قبل الكولومبي حوالي 1.5 مليون نسمة. يوجد اليوم حوالي 800000 من المكستكيين في المكسيك، وهناك أيضًا عدد كبير من السكان في الولايات المتحدة.

## نظرة عامة
كانت المكستك واحدة من الحضارات الرئيسية في أمريكا الوسطى في العصر ما قبل الكولومبي. تشمل المراكز القديمة المهمة عند المكستك العاصمة القديمة تيلانتونغو، بالإضافة إلى مواقع أشيوتلا وكويلابان وهواجوابان وميتلا و تلاكسياكو وتوتوتيبك و جوكستلاهواكا وياكونوداهوي. شيّد المكستك أيضًا منشآت رئيسية في مدينة مونتي ألبان القديمة (والتي نشأت كمدينة زابوتيكية قبل سيطرة المكستك عليها). كانت أعمال الحرفيين المكستكيين الذين قاموا بإنتاج أعمال من الحجر والخشب والمعدن موضع تقدير في جميع أنحاء أمريكا الوسطى القديمة.
وفقًا للغرب، «كان شعب المكستك في أوكساكا... أبرز الصائغين في أمريكا الوسطى»، وتضمنت أعمالهم «عمليات السبك بالشمع للذهب وسبائكه.»
في ذروة الإمبراطورية الأزتكية، رضخ العديد من المكستك للأزتيك، ولكن لم تخضع كل المدن المكستكية. بل قاوم بعضهم الحكم الإسباني إلى أن أخضِعوا له من قبل الإسبان وحلفائهم في وسط المكسيك بقيادة بيدرو دي ألفارادو.
هاجر شعب المكستك إلى أجزاء مختلفة من كل من المكسيك والولايات المتحدة. في السنوات الأخيرة، لوحظت عمليات هجرة جماعية كبيرة للشعوب الأصلية من أواكساكا، مثل الزابوتيكيين وشعب التريكوي، إذ اعتبروا من أكثر مجموعات الأمريكيين الهنود عددًا في الولايات المتحدة. اعتبارا من عام 2011، بلغ عدد السكان المكستكيين في ولاية كاليفورنيا حوالي 150,000 شخص، و25,000 إلى 30,000 آخرين في مدينة نيويورك. توجد المجتمعات المكستكية الكبيرة في المدن الحدودية مثل تيخوانا في باخا كاليفورنيا وسان دييغو في كاليفورنيا وتوكسون في أريزونا. تُوصَف مجتمعات المكستك عمومًا بأنها عبر-وطنية أو عبر-حدودية نظرًا لقدرتها على الحفاظ والتأكيد على الروابط الاجتماعية بين أوطانها الأصلية ومجتمعها المشتت.

## شعب المكستك في الحقبة الاستعمارية
توجد وثائق كثيرة في اللغة المكستكية المحلية (Ñudzahui) تعود للحقبة الاستعمارية، والتي دُرسَت كجزء من فقه اللغة التاريخي الجديد. تشير وثائق المكستك إلى أوجه التشابه بين العديد من الهياكل الاجتماعية والسياسية الأصلية مع تلك الموجودة في مناطق الناوا، لا تركّز الأبحاث المنشورة حول المكستك بشكل أساسي على المسائل الاقتصادية. يملك المكستك وثائق كثيرة حول القضايا المتعلقة بالأرض، وعدد قليل جدًا من الوثائق حول نشاط السوق، ربما لأن شعب الكابيلدو الأصليين لم يُنظّم التجارة أو عمليات التوسّط في حل النزاعات الاقتصادية باستثناء الأراضي. وُجدَت التجارة بعيدة المدى في حقبة ما قبل الاحتلال الإسباني واستمرت تحت إدارة السكان الأصليين في أوائل الاستعمار. في النصف الثاني من الحقبة الاستعمارية، تاجر بعض التجار المكستكين المتحدثين بلغتين بالبضائع الإسبانية وبضائع السكان الأصليين، إذ أديرت تلك العمليات التجارية بشكل إقليمي. ومع ذلك، «بحلول القرن الثامن عشر، سيطر الإسبان على التجارة في جميع أماكن التبادل المحلية باستثناء القليل منها، بما في ذلك بيع السلع الزراعية وحرف السكان الأصليين اليدوية وإعادة بيع البضائع المستوردة.»
على الرغم من تطور المبادلات في اقتصاد المحلي، حافظ عدد من الإسبان ذوي الاهتمامات الاقتصادية في أوكساكا، بما في ذلك «قساوسة ميكستيكا والتجار وملاك الأراضي على إقامة دائمة في بويبلا، بالإضافة إلى استقطاب عدد من فلاحي القرى في مكستيكا للعمل في أوبرايس (ورش النسيج) في مدينة بويبلا في القرنين السادس عشر والسابع عشر.» توجد أدلة على رفع الدعاوي القضائية من المجتمع المكستكي ضد الزعماء المحليين المكستكيين الذين أجروا الأراضي للإسبان، وأدلة تشير إلى نمو العمالة المأجورة بشكل فردي. تشير وثائق المكستك العائدة لأواخر القرن الثامن عشر إلى أنه «كان معظم الزعماء المحليين مجرد مستثمرين مُسيّرين في شركات على الطراز الأسباني»؛ طالب بعض المتزوجين من غير الهنود أواخر الحقبة الاستعمارية بحق السلطة الوراثية.

## الجغرافيا
تتوافق منطقة المكستك، تاريخياً وحاليًا، تقريبًا مع النصف الغربي من ولاية أوكساكا، إذ تمتد بعض مجتمعات المكستك إلى ولاية بويبلا المجاورة في الشمال الغربي وأيضاً إلى ولاية غيريرو. غالبًا ما ينقسم سكان المكستك وأوطانهم إلى ثلاث مناطق جغرافية: مكستيكا ألتا أو نبلاء المكستك الذين يعيشون في الجبال في وادي أوكساكا وحولها وإلى الغرب منها؛ تعيش مكستيكا باخا أو المكستك الأقل شأنًا في الشمال والغرب من هذه المرتفعات، ويعيش مكستك السواحل أو مكستكس دي لا كوستا في السهول الجنوبية وساحل المحيط الهادئ. وفقًا لمعظم التاريخ المكستكي، كانت مكستكا ألتا هي القوة السياسية المهيمنة، إذ تقع عواصم دولة المكستك في المرتفعات الوسطى. غالبًا ما كان وادي أوكساكا نفسه منطقةً حدوديةً متنازعًا عليها، إذ سيطر المكستك عليها أحيانًا وسيطر جيرانهم الزابوتيكيون من الشرق أحيانًا أخرى.
يعدّ أحد مواقع الكهوف القديمة في حوض كويكستلاواكا القديم المعروف باسم الجسر الطبيعيي الهائل مكانًا مقدسًا مهمًا لـشعب المكستك.

## اللغة والمخطوطات والأعمال الفنية
قُدّر عدد الناطقين باللغات المكستكية (في صيغها العديدة) حوالي 300,000 شخص في نهاية القرن العشرين، على الرغم من امتلاك غالبية متحدثي اللغة المكستكية معرفة عملية باللغة الإسبانية. تسمى بعض لغات المكستكية بأسماء أخرى غير مكستكية، وخاصة الكويكاتك (كويكاتيكو) والتريكوي.
يشتهر المكستك في عالم الأنثروبولوجيا بمخطوطاتهم، أو الصور الصوتية التي كتبوا فيها تاريخهم وعلم الأنساب على جلد الأيل في شكل «كتاب مطوي». القصة الأكثر شهرة في مخطوطات المكستك هي قصة اللورد إيت دير، الذي سُمّي تيمّنًا باليوم الذي ولد فيه، واسمه الشخصي هو جاغوار كلاو، والذي يرتبط تاريخه الملحمي بالعديد من المخطوطات، بما في ذلك كودكس بودلي وكودكس زوشي-نوتال. غزا بنجاح ووحّد معظم منطقة ميكستيكا.
عُرِفوا أيضًا بإتقانهم المتميز لصناعة المجوهرات والفسيفساء، إذ يحتل الذهب والفيروز مكانة بارزة في هذه الصناعات. شكّلت منتجات الصاغة المكستكين جزءًا مهمًا من الجزية الذي دفعه شعب المكستك إلى الأزتك خلال أجزاء من تاريخهم. لعبت أقنعة الفسيفساء الفيروزية أيضًا دورًا مهمًا في كل من الوظائف السياسية والدينية. استُخدمت هذه الأقنعة كهدايا بهدف تشكيل تحالفات سياسية، كذلك استُخدمت في الاحتفالات التي قام خلالها مرتدي القناع بتجسيد شخصية إله، إذ ثُبّتت على حزم جنائزية كانت تُرى على أنها مصدر للوحي.